# Charles S. Dutton
Charles Stanley Dutton (Baltimore, Maryland; 30 de enero de 1951) es un actor y director de cine, televisión y teatro estadounidense. Ganador de tres Premios Emmy en las categoría de mejor actor invitado en una serie dramática y mejor director miniserie o telefilme; candidato a los Globos de Oro y los Premios del Sindicato de Actores. Conocido por sus intervenciones en películas como Alien 3 (1992), A Time to Kill (1997), Random Hearts (1999), Gothika (2004), Secret Window (2004) y Legion (2010).

## Biografía
Charles S. Dutton nació en el 30 de enero de 1951 en Baltimore, Maryland. Su padre era camionero. Acudió a la Towson University en Baltimore, para estudiar arte dramático; y a la Universidad de Yale. Debutó en Broadway en 1985 con la obra de August Wilson Ma Rainey's Black Bottom. Es un exconvicto que estuvo preso tres años por posesión de armas y otros siete años y medio por agredir a un oficial. Durante su estadía en prisión leyó una obra de teatro que le empujó a convertirse en actor y formó parte de un grupo de teatro. Para poder formar parte del grupo de teatro tenía que entrar en el colegio; cuando su sentencia terminó tenía un título universitario de dos años. Se casó con Debbi Morgan en 1989, pero se divorciaron en 1994. Actualmente el actor vive en una granja en la localidad de Howard County, en el estado de Maryland.

## Filmografía
- Filmografía destacada.

| Año  | Película                       | Notas                   |
| ---- | ------------------------------ | ----------------------- |
| 1989 | Cocodrile Dundee 2             |                         |
| 1992 | Alien 3                        |                         |
| 1992 | The Distinguished Gentleman    |                         |
| 1993 | Rudy, reto a la gloria         |                         |
| 1994 | En busca de la justicia        | Telefilme               |
| 1995 | The Piano Lesson (TV)          | Telefilme               |
| 1995 | Jack Reed: Uno de los nuestros | Telefilme               |
| 1996 | A Time to Kill                 |                         |
| 1997 | Mimic                          |                         |
| 1998 | Blind Faith (TV)               | Telefilme               |
| 1998 | Black Dog                      |                         |
| 1998 | Oz (TV)                        | 1 episodio              |
| 1999 | Random Hearts                  |                         |
| 2000 | The Corner (TV)                | Director de 6 episodios |
| 2001 | The Practice (TV)              | 1 episodio              |
| 2002 | D-Tox                          |                         |
| 2002 | Without a Trace (TV)           | 2 episodios             |
| 2003 | Gothika                        |                         |
| 2003 | 23 días de miedo               | Telefilme               |
| 2004 | Against the Ropes              | También director        |
| 2004 | Secret Window                  |                         |
| 2008 | American Violet                |                         |
| 2009 | Fame                           |                         |
| 2010 | Legion                         |                         |
| 2010 | The Obama Effect               | También director        |
| 2012 | LUV                            |                         |

## Premios
Globos de Oro
| Año  | Categoría                            | Película         | Resultado |
| ---- | ------------------------------------ | ---------------- | --------- |
| 1996 | Mejor actor de miniserie o telefilme | The Piano Lesson | Candidato |

Emmy
| Año  | Categoría                                   | Película         | Resultado |
| ---- | ------------------------------------------- | ---------------- | --------- |
| 2003 | Mejor actor invitado en una serie dramática | Without a Trace  | Ganador   |
| 2002 | Mejor actor invitado en una serie dramática | The Practice     | Ganador   |
| 2000 | Mejor director miniserie o telefilme        | The Corner       | Ganador   |
| 1999 | Mejor actor invitado en una serie dramática | Oz               | Candidato |
| 1995 | Mejor actor miniserie o telefilme           | The Piano Lesson | Candidato |

Premios del Sindicato de Actores
| Año  | Categoría                            | Película    | Resultado |
| ---- | ------------------------------------ | ----------- | --------- |
| 1999 | Mejor actor de miniserie o telefilme | Blind Faith | Candidato |